# Конусный кран

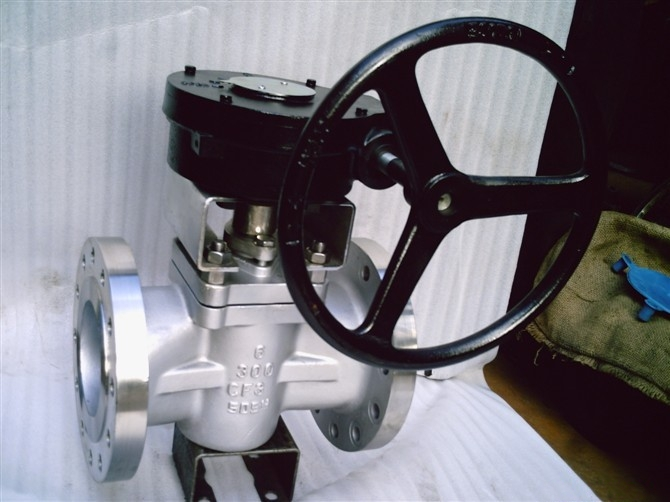
Большой современный стальной конусный кран с редуктором.

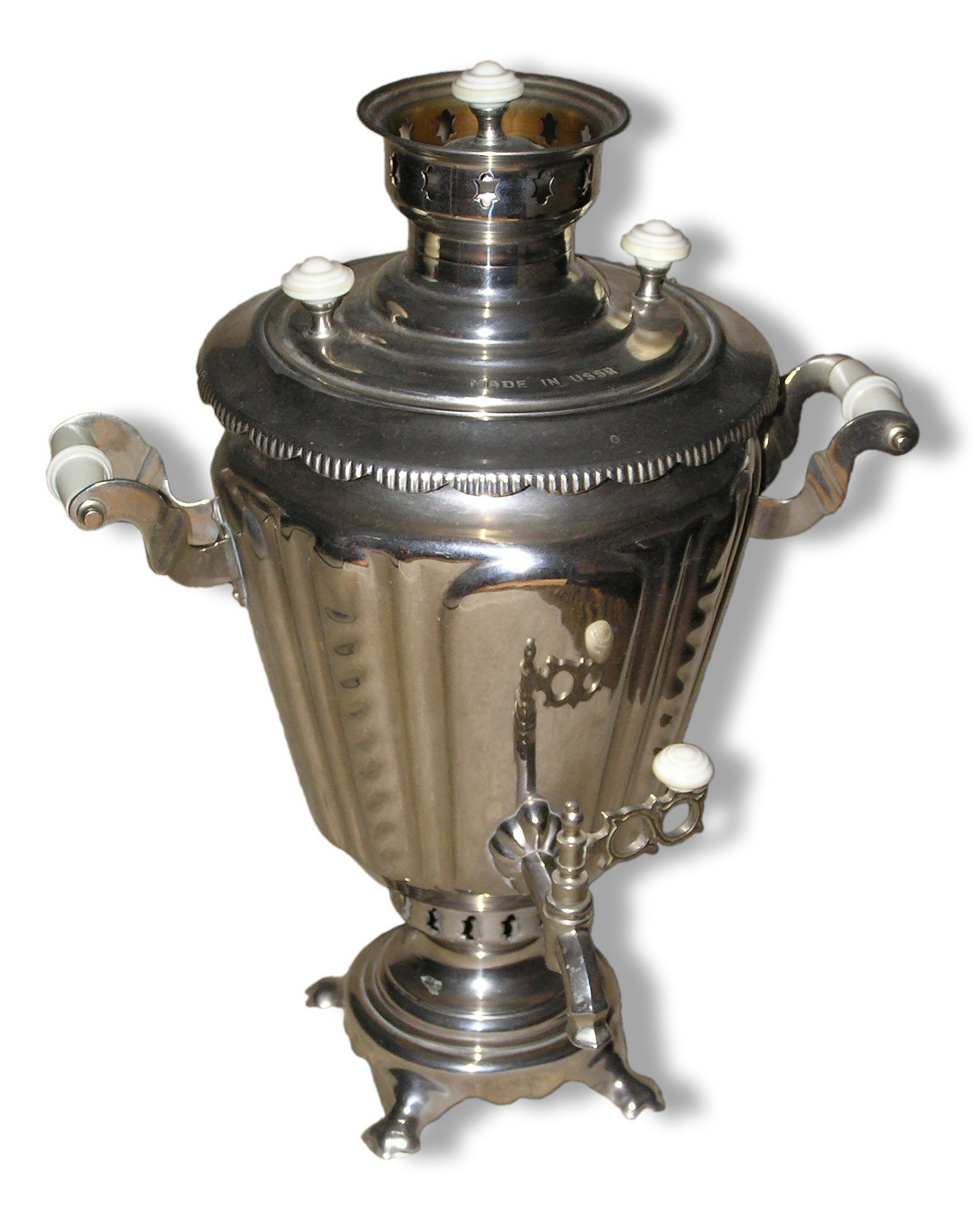
Пример исторически сложившейся области применения конусных кранов - на электросамоваре.

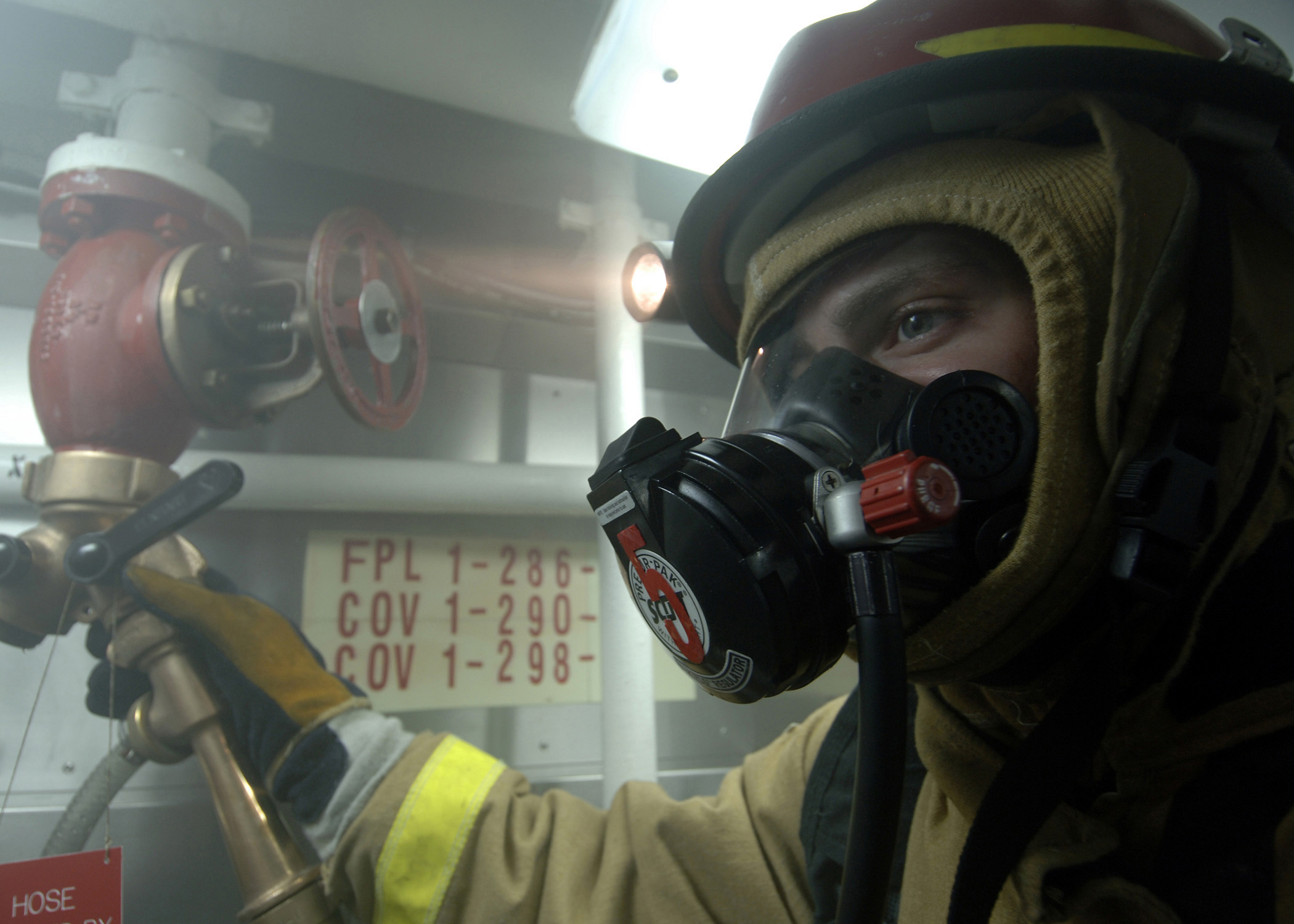
Моряк из пожарной команды держится за конусный кран.

Конусный кран — разновидность трубопроводного крана, запирающий или регулирующий элемент которого (пробка) имеет форму конуса (усечённого). Также иногда называется пробковым краном, коническим краном. Это один из самых давних и самых простых типов арматуры, достаточно привести в пример самоварный краник, имеющий именно эту конструкцию, и ещё более очевидный пример - стеклянные краны на химическом лабораторном оборудовании, например, на бюретках. Конусные краны насчитывают большое количество конструктивных исполнений для различных условий эксплуатации, что связано с традиционностью этого типа арматуры, но в наши дни используются всё меньше и постепенно заменяются более современной и универсальной конструкцией — шаровыми кранами.
Сквозное отверстие в пробке, которое в отличие от шаровых кранов, как правило, не круглое, а трапециевидное обеспечивает проход среды при открытии крана. Сёдлами является внутренняя поверхность корпуса. Таким образом, уплотнительными поверхностями запорного органа являются конические поверхности — наружная пробки и внутренняя корпуса.
В конусных кранах необходимо обеспечить два весьма трудносочетаемых требования — создать плотный и герметичный контакт между коническими поверхностями пары корпус—пробка и при этом обеспечить свободный плавный поворот пробки, не допуская её заклинивания и задирания уплотнительных поверхностей. Последнее требование диктует необходимость изготовления корпусов и пробок из материалов, обладающих хорошими антифрикционными качествами (латунь, бронза, чугун). Такие материалы ограничивают практическое применение конусных кранов давлением 1,6 МПа и диаметром 100 мм. Иногда конусные краны изготавливают также из углеродистой стали диаметром до 200 мм, но пробку в этих случаях делают из чугуна, либо применяют специальную систему смазки уплотнительных поверхностей.
Конусный кран весьма сложно изготовить и отрегулировать так, чтобы обеспечить какую-то стабильную величину усилия, необходимого для поворота пробки, поэтому они практически непригодны для использования с электро- или пневмоприводами и управляются вручную.
Кроме вышеперечисленных, конусные краны имеют ряд других недостатков:
- для управления конусными кранами требуются большие крутящие моменты, что приводит к необходимости установки механического редуктора даже при небольших диаметрах крана (см.рис);
- уплотнительным поверхностям требуется тщательное обслуживание и смазка во избежание прикипания пробки к корпусу;
- притирка конической пробки к корпусу сложная процедура, от качества которой зависит надёжность и герметичность крана.
- неравномерный по высоте износ пробок, что приводит к снижению герметичности крана в процессе эксплуатации[3][4][5].

## Различия в конструкциях

### Способы уплотнения запорного органа
Простейшие по устройству — натяжные краны, в них пробка прижимается к корпусу с помощью гайки, которая навинчивается на резьбовой хвостовик пробки и опирается на шайбу, передающую усилие затяжки на нижний торец корпуса. При этом затяжкой гайки обеспечивается герметичность как в затворе, так и по отношению к внешней среде. Такая конструкция требует очень точного изготовления уплотнительных поверхностей и ограничивает применение таких кранов давлением до 1 Мпа и диаметром до 50 мм.
В сальниковых кранах усилие, прижимающее пробку к корпусу, передаётся через сальниковую набивку, которая предотвращает пропуск рабочей среды в окружающую. Уплотнение набивки производится либо накидной гайкой, либо через специальное устройство—сальник при помощи анкерных болтов и гаек. В таких кранах в нижний торец корпуса вворачивается отжимной болт, служащий для облегчения поворота пробки при слишком сильной затяжке сальника, заклинивании и прикипании.
Также уплотнение между пробкой и корпусом может создаваться при помощи пружины, что практически применяется например в латунных кранах на давление не выше 0,01 МПа, которые устанавливаются на подводках к бытовым газовым плитам в российских квартирах.

### Краны со смазкой

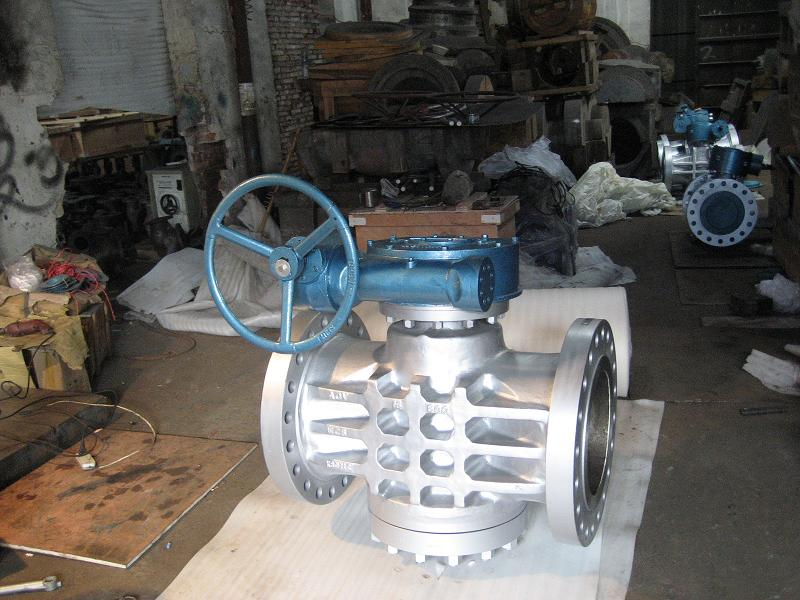
Конусный кран со смазкой уплотнительных поверхностей.

В таких устройствах для снижения усилий, необходимых для поворота пробки, и предотвращения износа уплотнительных поверхностей, на последних имеется система канавок, заполняемых специальной смазкой, которая подаётся в кран через отверстие в шпинделе.

### Краны с подъёмом пробки
В них применён другой способ уменьшения крутящего момента для управления краном — подъём пробки перед поворотом и посадка её на место после поворота. Подъём производится на небольшую величину с помощью специального маховика, то есть такие краны имеют два различных элемента управления.

### Краны с обогревом
Эти краны имеют так называемую рубашку, которая создаёт вокруг корпуса пространство, куда может подаваться пар или другой теплоноситель. Такие краны предназначены для вязких и застывающих нефтепродуктов и других сред, требующих постоянного подогрева для поддержания их в состоянии, позволяющем транспортирование по трубопроводу.

### Пробно-спускные краны
Это краны, обычно сальниковые, предназначенные для установки на котлы, резервуары и другие ёмкости для выпуска рабочей среды (контроль её наличия, отбор проб и пр.), они применяются для давления не более 1 МПа и температурой до 225 °C.